# Hörschbach (Rems)
Der Hörschbach ist ein etwa zwei Kilometer langer, rechter und nordöstlicher Zufluss der Rems im Stadtgebiet von Waiblingen im baden-württembergischen Rems-Murr-Kreis.

## Geographie

### Verlauf
Der Hörschbach beginnt seinen Lauf als Graben neben einem Feldweg, der vom dort auf der Gemeindegrenze von Korb zum Stadtgebiet von Waiblingen verlaufenden Buocher Weg nach Süden in die Waiblinger Flur Holderäcker abgeht. 

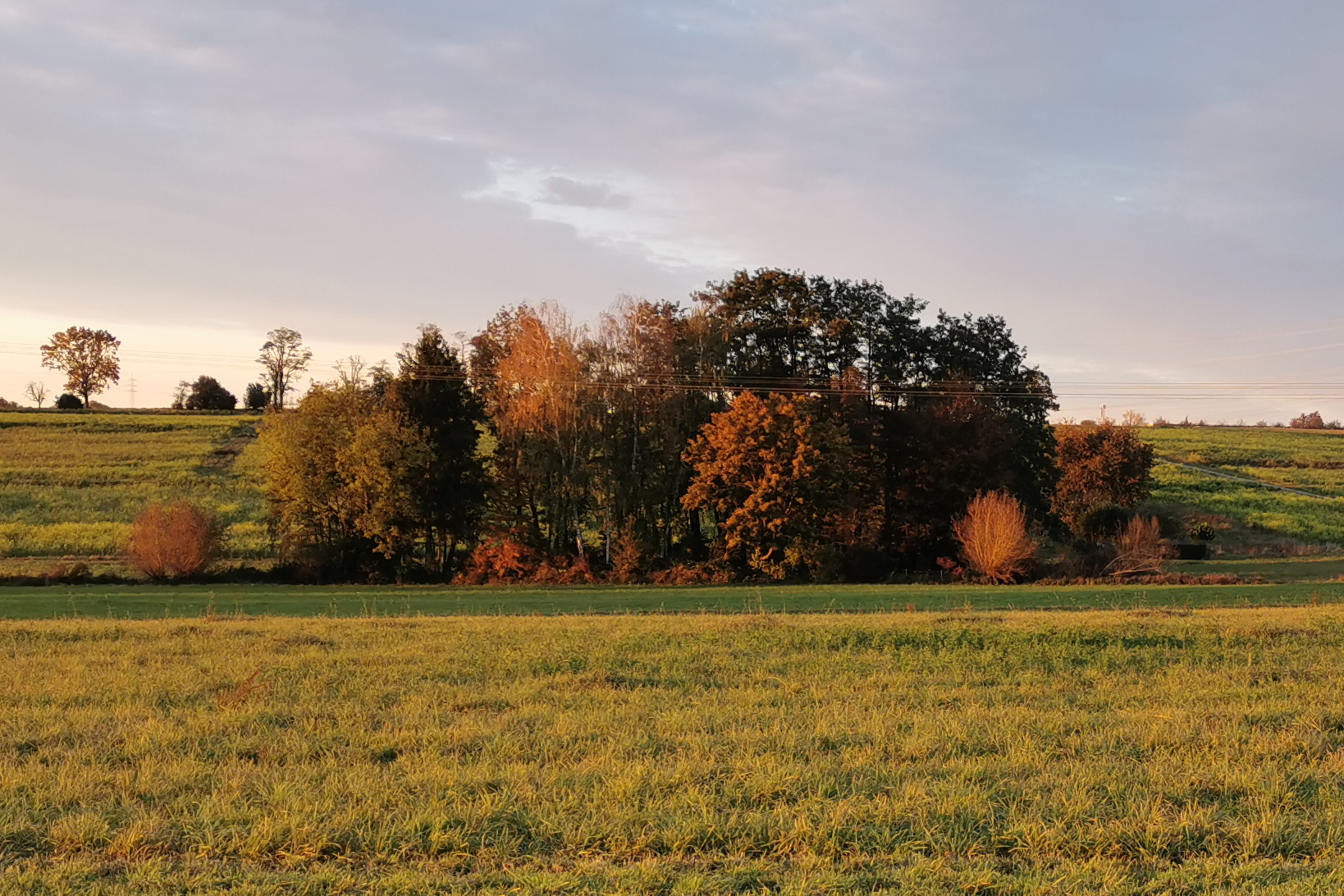
Unter Naturschutz stehendes Feldgehölz am Hörschbach im Gewann Mittlerer Hörschbach

Sehr bald wendet sich der Graben nach Südwesten und fließt nun in der Mitte einer sich immer stärker eintiefenden Talmulde in einem Grünlandstreifen, über dem Äcker am Hang liegen. Beim Gewann Oberer Hörschbach im Talgrund setzt sporadischer Baumbewuchs am Ufer ein. Dort entspringt etwa 50 Meter östlich des Laufs eine Quelle, deren unbeständiger Abfluss nach etwa einem halben Kilometer parallelen Laufs an einem Abschnitt mit einem als Naturdenkmal ausgewiesenen geschlossenen Ufergehölz im Gewann Mittlerer Hörschbach zufließt.
Noch einmal fast einem weiteren halben Kilometer weiter fließt ebenfalls von links und an einem anderen als Naturdenkmal geschütztem Gehölz ein weiterer unbeständig wasserführender Graben zu, der beim Beinsteiner Siedlungsplatz Krummenland beginnt und etwa 0,7 km lang ungefähr westwärts läuft. Danach stehen im Gewann Unterer Hörschbach häufiger Bäume an Lauf und Obstwiesen liegen am Hang der nun stärker eingetieften Talmulde, die sich auch etwas windet. Rechts über dem Bachtalgrund steht das Gebäude eines Kampfsportvereins, danach durchfließt der Bach das Abwasserpumpwerk Hörschbach, wo seine Verdolung beginnt. An den westlichsten Häusern des Stadtteils Beinstein vorbei unterquert er die K 1859 Beinstein–Waiblingen. Von dort sind es nur noch wenige Meter bis zu seiner Mündung von rechts in die Rems, einen Steinwurf vor der Flussbrücke der B 14 und etwa fünfzig Meter unterhalb des von der anderen Seite der Rems zulaufenden Schüttelgrabens.
Der Hörschbach mündet nach 2,1 km langem Lauf mit mittlerem Sohlgefälle von etwa 30 ‰ rund 65 Höhenmeter unterhalb seines Grabenbeginns am Buocher Weg.

### Einzugsgebiet
Der Hörschbach hat ein etwa 1,7 km² großes Einzugsgebiet, das naturräumlich in der Waiblinger Bucht des Neckarbeckens liegt, der obere Teil im Unterraum Remstaltraufbucht, der untere im Unterraum Marbacher-Waiblinger Täler. Sein mit etwas über 310 m ü. NHN höchster Punkt liegt an seinem Nordende in neuerer Siedlungsfläche von Korb nahe dem Neuen Friedhof. Das Gebiet ist völlig frei von Wald, die mittleren und höheren Lagen werden im oberen Einzugsgebiet meist beackert, im unteren der Rems zu liegen dort auch viele Obstwiesen. Wenig über ein Zehntel des Gebietes im Norden gehören zur Gemeinde Korb, der Rest zur Stadt Waiblingen, in deren Gebiet auch der gesamte Lauf liegt. Die Besiedlung ist gering und beschränkt sich auf einen Siedlungszwickel von Korb im Norden, eine mündungsnahe Häusergruppe des Waiblinger Stadtteils Beinstein sowie Teile von zwei Aussiedlerhöfen Beinsteins und wenige isolierte Gebäude von Waiblingen selbst.
Reihum grenzen die Einzugsgebiete der folgenden Nachbargewässer an:
- Im Nordwesten fließt in etwa selber Richtung der Kätzenbach zur Rems weiter abwärts in Waiblingen selbst;
- im Nordosten erreicht der Abfluss zur anderen Seite der Wasserscheide den Heppach, einen höheren Zufluss der Rems
- im Südsüdosten führt der Karrbach diesen nur wenig aufwärts der Hörschbachmündung ebenfalls zur Rems.

## Geologie
Im Einzugsgebiet stehen triassische Schichten vom Gipskeuper (Grabfeld-Formation) über den Lettenkeuper (Erfurt-Formation) bis hinunter zum Oberen Muschelkalk an. Die Keuperschichten sind weithin durch Lösssedimente und lösshaltige Fließerden überlagert. In der Talmulde begleitet den Bach bald ein Band aus Schwemmland, das im Bereich des parallelen Quellablaufs aus Auenlehmen besteht. Am unteren Lauf im Bereich des Muschelkalks setzt das Schwemmlandband bis zur Talebene der Rems hin aus, in der dann wieder Auenlehme liegen.
Kurz vor der Mündung quert eine von Nordwesten nach Südosten streichende Störungslinie den Muschelkalk im Bereich der Häusergruppe von Beinstein. Vermutet wird eine weitere remsparallele Störungslinie kurz vor der Mündung in der Auenlehmzone.

## Nutzung
Genutzt wird der Bach vorwiegend zur Ent- und Bewässerung. Bei Hochwasser ist auch das Abwasserpumpwerk, das als Reserve dient, aktiv.

### LUBW
Amtliche Online-Gewässerkarte mit passendem Ausschnitt und den hier benutzten Layern: Lauf und Einzugsgebiet des Hörschbachs

Allgemeiner Einstieg ohne Voreinstellungen und Layer: Daten- und Kartendienst der Landesanstalt für Umwelt Baden-Württemberg (LUBW) (Hinweise)
1. 1 2 3  Höhe nach dem Höhenlinienbild auf dem Hintergrundlayer Topographische Karte.
2. ↑  Länge nach dem Layer Gewässernetz (AWGN).
3. ↑  Einzugsgebiet abgemessen auf dem Hintergrundlayer Topographische Karte.
4. ↑  Schutzgebiete nach den einschlägigen Layern, Natur teilweise nach dem Layer Geschützte Biotope.

### Andere Belege
1. ↑  Hansjörg Dongus: Geographische Landesaufnahme: Die naturräumlichen Einheiten auf Blatt 171 Göppingen. Bundesanstalt für Landeskunde, Bad Godesberg 1961. → Online-Karte (PDF; 4,3 MB)
2. ↑  Abfluss-BW - Daten und Karten
3. ↑  Geologie nach den Layern zu Geologische Karte 1:50.000 auf: Mapserver des Landesamtes für Geologie, Rohstoffe und Bergbau (LGRB) (Hinweise)
4. ↑  Eigene Information